# Darryl Strawberry
Darryl Eugene Strawberry, Sr. (ur. 12 marca 1962) – amerykański baseballista, który występował na pozycji prawozapolowego. Jest ojcem D.J. Strawberry'ego, zawodnika między innymi Phoenix Suns w sezonie 2007/2008.
Po ukończeniu szkoły średniej, w czerwcu 1980 został wybrany w pierwszej rundzie draftu z numerem pierwszym przez New York Mets i początkowo grał w klubach farmerskich tego zespołu, między innymi w Tidewater Tides, reprezentującym poziom Triple-A. W Major League Baseball zadebiutował 6 maja 1983 w meczu przeciwko Cincinnati Reds. Dziesięć dni później w meczu z Pittsburgh Pirates zdobył pierwszego home runa w MLB. W swoim debiutanckim sezonie zdobył ich w sumie 26, zaliczył 74 RBI i otrzymał nagrodę NL Rookie of the Year. Rok później po raz pierwszy wystąpił w Meczu Gwiazd.
W 1986 zagrał we wszystkich meczach World Series, w których Mets pokonali Boston Red Sox 4–3 i zdobyli po raz drugi w historii klubu tytuł mistrzowski. W 1987 wstąpił do Klubu 30–30 zdobywając 39 home runów i kradnąc 36 baz. Rok później zdobył najwięcej home runów w National League (39), a także miał najlepszy w lidze wskaźnik slugging percentage (0,545) i po raz pierwszy otrzymał Silver Slugger Award. W głosowaniu do nagrody MVP National League zajął 2. miejsce za Kirkiem Gibsonem z Los Angeles Dodgers.
W listopadzie 1990 podpisał kontrakt jako wolny agent z Los Angeles Dodgers, zaś w czerwcu 1994 z San Francisco Giants. W latach 1995–1999 był zawodnikiem New York Yankees, z którym wygrał trzy razy World Series.
| Nagroda/wyróżnienie         | Lata                                           | Źródło      |
| 8× All-Star                 | 1984, 1985, 1986, 1987, 1988, 1989, 1990, 1991 | [ 2 ]       |
| 4× zwycięzca w World Series | 1986, 1996, 1998, 1999                         | [ 2 ] [ 5 ] |
| 5× Gold Glove Award         | 1986, 1987, 1989, 1990, 1991                   | [ 2 ]       |
| 2× Silver Slugger Award     | 1988, 1990                                     | [ 2 ]       |
| 30–30 club                  | 1987                                           | [ 6 ]       |

Z powodu uzależnień wielokrotnie znalazł się w ośrodkach odwykowych od narkotyków i alkoholu. Przeszedł operacje raka okrężnicy i utracił lewą nerkę. Stał się częścią skandali seksualnych. Następnie się nawrócił i po wielu latach „uczniostwa” stał się ewangelikalnym kaznodzieją, znanym z okazywania poparcia dla państwa Izrael. 